# Крекер
Крекер (англ. cracker) — сухе печиво, що готується із пшеничного борошна й жиру, на дріжджах. Крекер зазвичай має пухирчасту поверхню й пористу тендітну структуру. У крекери, крім борошна, жиру й дріжджів, залежно від сорту додаються хімічні розпушувачі, молоко, меланж, цукор, кмин та інші продукти. В англомовних країнах крекер виготовляється з додаванням арахісової пасти.

## Приготування

### Тісто
Тісто для крекерів готують із пшеничного борошна вищого і 1-го сортів зі слабкою клейковиною. Вміст клейковини в борошні впливає на якість виробів: із борошна з вмістом клейковини більше 30 % крекер швидко деформується, має щільну консистенцію; при вмісті в борошні клейковини менше 25 % крекер має малорозвинену пористість. Вода, яку використовують для виробництва крекеру, повинна мати визначену жорсткість. Надмірно жорстка вода (більше 15 ) надає клейковині міцності, а виробам жорсткої консистенції. М'яка вода розм'якшує клейковину, тісто стає м'яким і липким. Шарувата структура, колір, вид на зломі крекеру залежать від жирів, які передбачені рецептурою. Для виробництва застосовують вершкове масло, маргарин, гідрогенізовані жири. Жири повинні бути пластичні, мати температуру топлення 36-37 С, твердість - 200-250 г/см.
Тісто для крекерів відрізняється від тіста для печива тим, що рецептура цих видів виробів включає дріжджі. Разом з тим, в більшості сортів, дріжджі використовують разом з хімічними розпушувачами. Приготування тіста для всіх видів крекеру проводять в дві фази. 
- Перша фаза - приготування опари.
- Друга - власне замішування тіста.

Під опарою мають на увазі рідке тісто, яке готують з борошна і води з додаванням дріжджів. Опара повинна мати високу вологість - 50-55 %.
Для розвитку дріжджів в опару під час виробництва крекеру вводять невелику кількість цукру (близько 10 кг на 1 т продукції). Заздалегідь подрібнені дріжджі перемішують з теплою водою (температура 35-40°С). Потім вводять борошно в кількості 10-25 % маси всього борошна, передбаченого рецептурою і перемішують 7-8 хв до отримання однорідної маси сметаноподібної консистенції.
Опару вистоюють при температурі 32-35°С протягом 10 год. Під час вистоювання відбувається процес бродіння з утворенням молочної кислоти. Продукти бродіння сприятливо впливають на смак виробів. Набрякання білків при цьому збільшується. Готовність опари визначають за збільшенням об'єму в 2,5-3 рази і за кислотністю, яка повинна становити 7-9°. Після закінчення процесу бродіння замішують тісто. Порядок завантаження наступний: спочатку вводять опару, потім воду. Всю сировину, окрім борошна, перемішують 4-5 хв і додають борошно. Тривалість замішування тіста становить 40-60 хв. Температура тіста при розвантажуванні повинна бути 32-34°С. Вологість тіста 26-31 %.
Для скорочення тривалості приготування опари й замішування тіста для крекеру застосовують ферментний препарат амілоризин П10Х, який є найбільш ефективним при використанні борошна із вмістом клейковини 30-40 % середньої й сильної якості. Його вводять в опару у вигляді 10 %-ного розчину (100 г препарату на 1 л води). Ферментний препарат повинен бути повністю розчинений. Розчин готують із запасом не більше, ніж на одну зміну.
Розчин ферментного препарату вводять в опару перед завантаженням борошна. При використанні ферментного препарату рекомендується наступний порядок завантаження сировини. Спочатку перемішують з водою подрібнені дріжджі, потім вводять цукор й розчин препарату. Після додавання борошна всю суміш ретельно перемішують. Після дозрівання опари в місильну машину завантажують спочатку опару, потім всю іншу сировину, а в останню чергу хімічні розпушувачі й решту борошна.
Ферментний препарат, що вводиться, збільшує цукроутворення й газоутворення, внаслідок чого з'являється можливість значно скоротити тривалість бродіння опари до 1-2 год. При цьому скорочується й тривалість замішування до 25-30 хв. З введенням ферменту, разом із значним скороченням виробничого циклу, поліпшується якість крекеру, підвищується пористість готових виробів, покращується колір поверхні.

### Вилежування тіста для крекеру
Підготовка тіста для крекеру включає в себе процес вилежування, під час якого відбувається ряд процесів. Основними з них є процеси спиртового бродіння і розмножування дріжджових клітин. В процесі спиртового бродіння ферменти дріжджів перетворюють цукор в етиловий спирт й діок-сид вуглецю. При цьому глюкоза й фруктоза зброджуються. Сахароза спочатку гідролізується і перетворюється на глюкозу й фруктозу. На швидкість спиртового бродіння в тісті впливає ряд чинників: температура, рН, наявність деяких вітамінів і мінеральних солей. Так, підвищення температури тіста від 25 до 35°С, подвоює швидкість бродіння й газоутворення в тісті. Оптимальною для бродіння є кисла реакція середовища в межах рН 4-6. Колоїдні процеси, що відбуваються при замішуванні тіста, не завершуються до моменту його закінчення, а продовжуються при вилежуванні тіста: інтенсивно розвивається процес набрякання білків тіста. При вилежуванні відбувається збільшення об'єму тіста, що є наслідком його розпушування бульбашками діоксиду вуглецю, що накопичується в результаті спиртового бродіння. Температура тіста при вилежуванні підвищується на 2-3°С. Тривалість вилежування 1 год.

### Прокачування тіста
Прокачування тіста між вальцями застосовують для рівномірного розподілення в ньому компонентів і для отримання пласта визначеної товщини з гладкою і блискучою поверхнею. Цукрове тісто прокачують один раз. Затяжне тісто прокачують декілька разів. Ця операція потрібна для зняття в тісті внутрішньої напруги, яка може призвести до деформації заготовок тіста. Прокачування сприяє збільшенню пластичності тіста. Завдяки йому рівномірно розподіляється повітря, яке потрапило в тісто в процесі перемішування. При прокачуванні надлишок повітря видаляється і тісто набуває дрібнопористої структури. Багаторазове прокачування і складання пласта сприяють отриманню шаруватого тіста, що надає затяжному печиву характерної структури: збільшує його крихкість і намочуваність, тобто покращує якість. В процесі багатократного прокачування тісто для затяжного печива піддають вилежуванню. Під час цього процесу покращуються властивості тіста: воно краще прокачується, заготовки після штампування добре зберігають форму, а випечені вироби мають приємний зовнішній вигляд і рівномірну пористість на зломі. При обробці тіста для затяжного печива прокачування і вилежування чергують у визначеній послідовності. Спочатку тісто прокачують на підготовлених вальцях 5 разів, поступово зменшуючи зазор між валками від 90 до 50 мм. При цьому перед четвертим вальцюванням тісто складають вдвоє, а потім тісто пропускають через вальці 2 рази з зазором між вальцями 30-60 мм. Вилежування тіста відбувається на столах протягом 2 год. Потім відбувається друге чотирикратне прокачування пласта зі складанням пласта вдвоє. При цьому пласт повинен бути повернутий на 90 проти напряму першого прокачування. Друге вилежування триває 30 хв і за ним відбувається третє прокачування в кількості 5 разів. При цьому в свіже тісто завальцьовують шматки стрічки обрізків тіста, які отримали при виштамповуванні заготовок тіста. Товщина заготовки після обробки біля 15 мм. Така складна схема виготовлення застосовується під час виробництва затяжного печива із борошна вищого сорту. Зі зниженням сорту борошна кількість прокачувань і тривалість вилежування скорочуються. Прокачування тіста для крекеру здійснюють на спеціальних валках. Шматки тіста масою 30-40 кг пропускають між вальцями із зазором 35 мм і повторно із зазором 25 мм. Перед третім прокачуванням додають обрізки, що надходять з транспортера штамп-машини, і прокачують із зазором між вальцями 30-35 мм. Потім складають пласт тіста вдвоє, повертають на кут 90° і прокачують в четвертий раз з тим же зазором. П'яте прокачування проводять із зазором 25 мм, попередньо складаючи тісто вдвоє і повертаючи на кут 90°. Останнє вальцювання проводять із зазором між валками 13-15 мм. Після цього тісто пропускають через шліфувальні валки із зазором 7 мм, а потім із зазором 2,5-4,5 мм. Для крекеру з жировим проїларком перед четвертим та шостим прокачуванням пласт тіста притрушують сумішшю з борошна й жиру, заздалегідь добре перемішаною й протертою через сито.

### Формування виробів
Цукрове печиво формують на роторах, під час формування на верхню сторону виробів наносять складний рисунок; затяжне печиво і крекер - за допомогою штампів ударної дії, які одночасно роблять проколи на поверхні. Число необхідних проколів заготовки залежить від виду тіста: для галетного - три проколи на 1 см поверхні, для затяжного - один, а для крекерного достатньо одного проколу на 2 см поверхні заготовки. Проколи сприяють виходу водяної пари при випіканні, вони перешкоджають утворенню пухирців на поверхні випеченого виробу. Збивне печиво формують методом виймання і відсаджуванням.

### Випікання
Процес випікання супроводжується складними фізикохімічними змінами, що відбуваються під впливом високої температури печі. Від правильно проведеного випікання в значній мірі залежить якість готових виробів. При випіканні відбувається процес тепло- й вологообміну заготовки тіста з пароповітряним середовищем печі. Основне призначення процесу випікання - видалити з тіста велику частину води. При цьому різко змінюються структурно-механічні властивості підготовленої заготовки тіста. Вона набуває твердості й пористості, поверхня її забарвлюється. Під впливом високої температури печі напівфабрикат швидко прогрівається. Проте, не дивлячись на порівняно невелику його товщину, зовнішні й внутрішні шари прогріваються неоднаково. Так, температура поверхневого шару приблизно через 60 с сягає вже 100°С, а температура внутрішнього шару тіста - лише 70°С. До кінця випікання температура поверхневого шару складає 170-180°С, а усередині заготовки температура перевищує 100°С. Тривалість випікання складає для різних видів виробів (в хв): для цукрового, затяжного печива, більшості крекерів 4-5; для здобного печива 3-10. В сучасних печах процес випікання може бути скорочено до 2-3 хв.